# Mitrofan (Badanin)
Mitrofan, imię świeckie Aleksiej Wasiljewicz Badanin (ur. 27 maja 1953 w Leningradzie) – rosyjski biskup prawosławny.

## Życiorys
Jest absolwentem wyższej szkoły marynarki wojennej w Petersburgu. W 1976, po jej ukończeniu, rozpoczął w stopniu porucznika floty służbę we Flocie Północnej ZSRR. W 1995 ukończył Akademię Marynarki Wojennej w Petersburgu. Dwa lata później, w stopniu kapitana 2. stopnia, został zdemobilizowany.
Od 1998 był sekretarzem prasowym biskupa murmańskiego Szymona i kierownikiem wydawnictwa eparchialnego. Założył również jej oficjalne pismo pt. „Prawosławnaja missionierskaja gazieta” i był jego pierwszym redaktorem. W latach 1999–2005 był studentem Prawosławnego Instytutu Teologicznego św. Tichona. Dysertację kandydacką obronił w 2009. Była ona poświęcona historii monasteru w Peczendze i postaci jego założyciela, św. Tryfona.
Wieczyste śluby mnisze złożył 11 czerwca 2000 przed arcybiskupem murmańskim Szymonem, przyjmując imię zakonne Mitrofan, na cześć św. Mitrofana, patriarchy Konstantynopola. Dwa dni później został wyświęcony na hierodiakona, zaś 25 czerwca 2000 – na hieromnicha. W 2007 otrzymał godność ihumena. Służył w eparchii murmańskiej jako proboszcz parafii Zaśnięcia Matki Bożej w Warzudze, dziekan dekanatu terskiego oraz przewodniczący komisji ds. kanonizacji świętych przy eparchii murmańskiej.
Nominację biskupią otrzymał na posiedzeniu Świętego Synodu Rosyjskiego Kościoła Prawosławnego w dniu 2 października 2013, zaś chirotonię biskupią przyjął 24 listopada 2013 w cerkwi Zstąpienia Ducha Świętego w Pierwomajskim. Został pierwszym ordynariuszem eparchii siewieromorskiej.
W 2019 r. stanął na czele metropolii i eparchii murmańskiej, nadal (od lutego do kwietnia) pełniąc obowiązki ordynariusza eparchii siewieromorskiej. W marcu 2019 r. otrzymał godność metropolity.